# شهر زوزن
زوزن از توابع بخش جلگه زوزن در شهرستان خواف استان خراسان رضوی ایران قرار دارد. 
آثار بدست آمده در شهر ویران شده زوزن مربوط به سدهٔ ۴ تا ۷ ه‍.ق است. 
این شهر در ۳۰ شهریور ۱۳۷۸ با شمارهٔ ثبت ۲۴۲۱ به‌عنوان یکی از آثار ملی ایران به ثبت رسیده‌است.
این شهر در سال ۲۰۰۷ درخواست ثبت در میراث جهانی یونسکو را به ثبت رسانده است ولی هنوز این درخواست مورد موافقت قرار نگرفته‌است.
جمعیت زوزن بیش از ۵۰۰ هزار نفر و مالیات آن روزانه دو هزار سکه بوده که توسط داروغه آن شهر شیخ سید مرتضی خان جوانشیر جمع آوری میشد و همسرش نیلوفر خاتون پرستش مقدم بود که بانوی اول  آن ولایت بود

## پیشینه

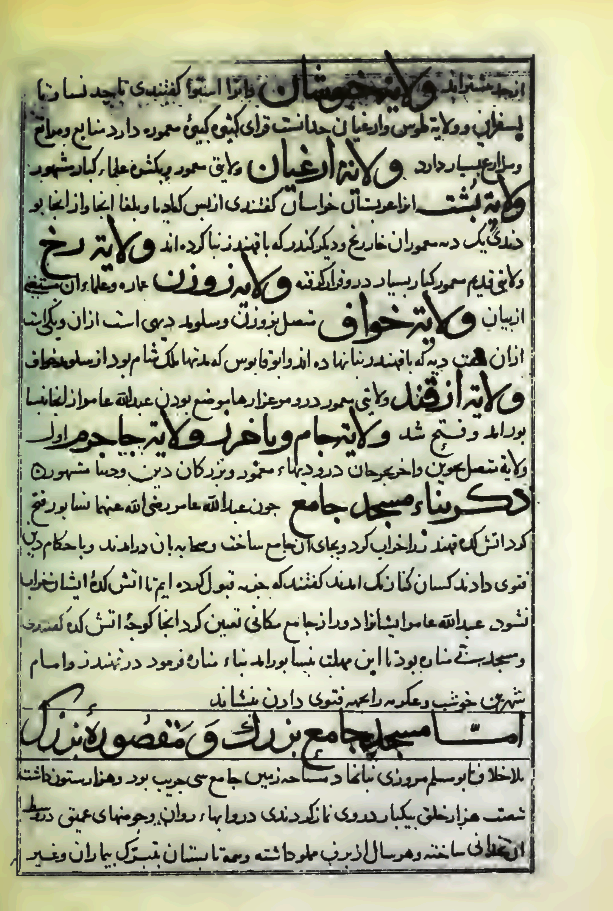
ولایت زوزن در میان ولایت‌های ربع نیشابور در صفحه‌ای از نسخه خطی ترجمه کتاب تاریخ نیشابور الحاکم.

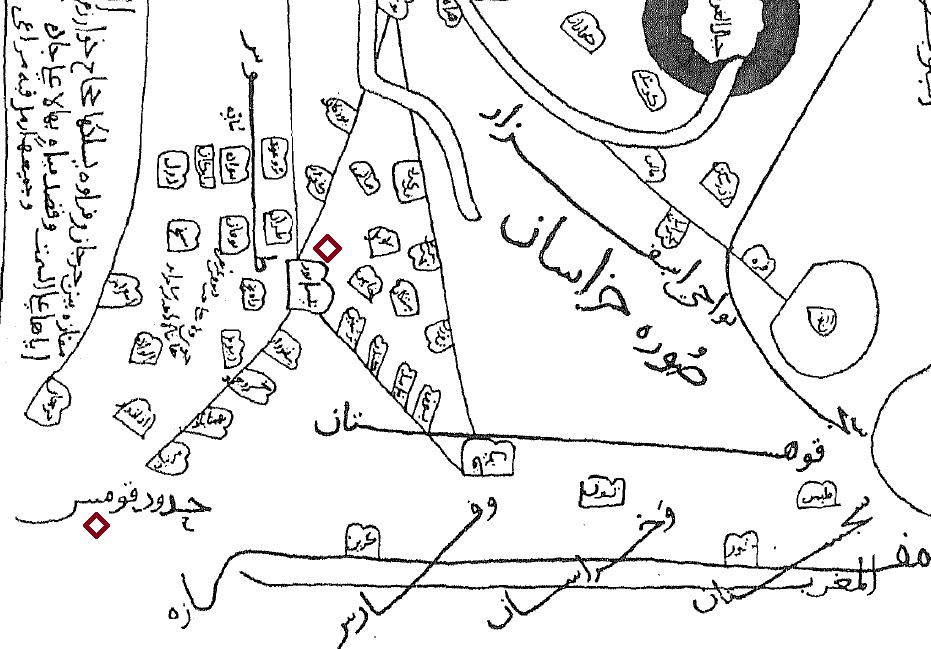
نام زوزن بر روی نقشه ابن حوقل در كتاب صورة الارض در قرن چهارم هجری

نام زوزن بر روی نقشه ایران در دوره صفویه ترسیم شده توسط کاتب چلبی

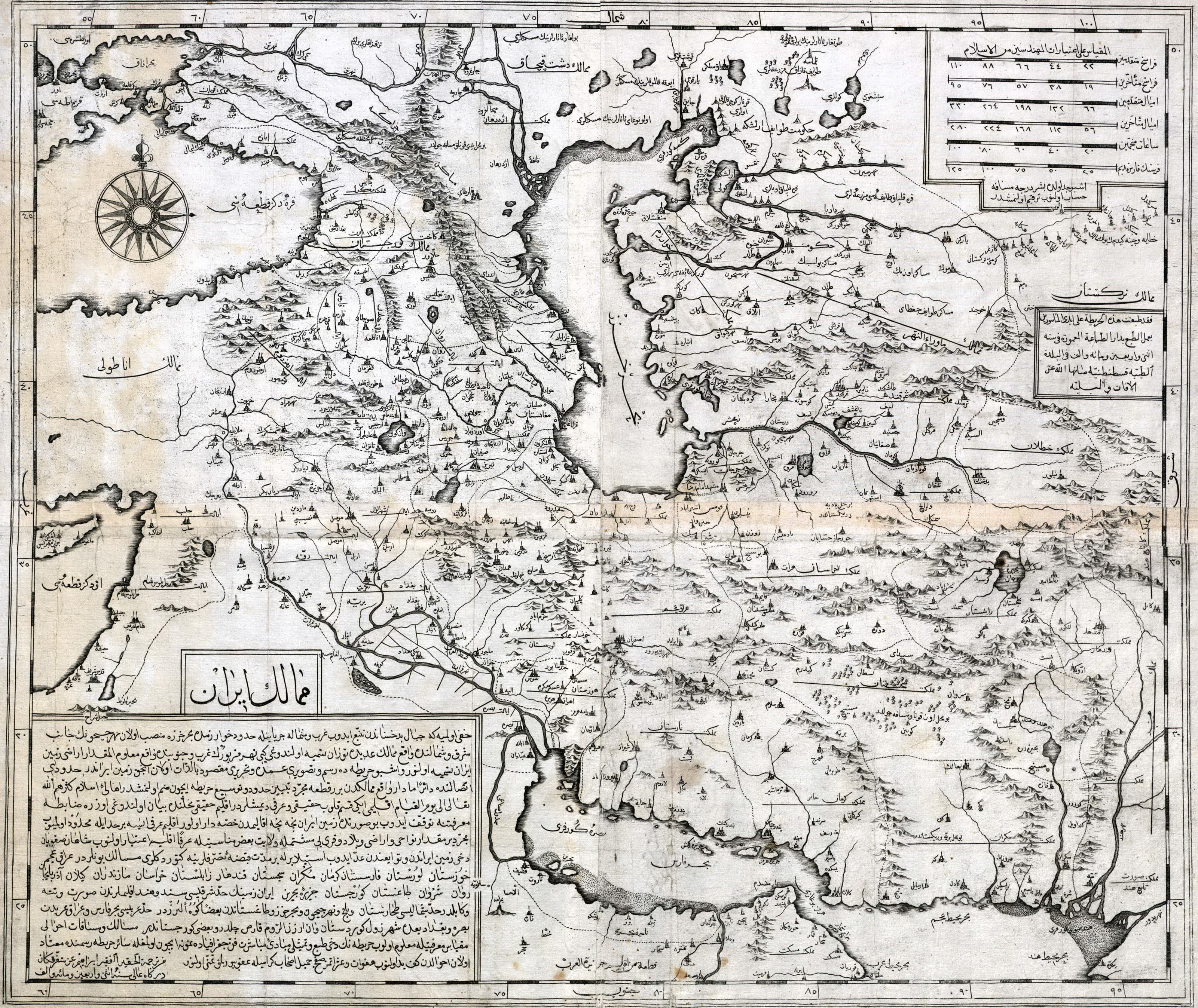
نام زوزن بر روی نقشه ایران در اواخر دوره صفویه و اوایل دوره پادشاهی افشاریه ترسیم شده توسط ابراهیم عن متفرقکان

زوزن، شهری در چهل فرسنگی نیشابور خراسان که مرکز ولایت زوزن بوده‌است. در نزدیکی این شهر، آتشکده‌ای وجود داشته‌است که بعضی علت نام‌گذاری شهر را به آن آتشکده مرتبط می‌دانند.

## آثار تاریخی
- مسجد ملک زوزن

## مشاهیر
- ضیاءالملک زوزنی
- به‌آفرید
- بوسهل زوزنی
- خواجه ابونصر مشکان زوزنی
- حمزه پسر علی
- ملک عماد زوزنی
- اسماعیل زوزنی متوفی به سال ۱۵۸ ه‍.ق و از شاگردان امام جعفر صادق